# トラビス・ジャンコウスキー
- トラビス・ヤンコウスキー

トラビス・ポール・ジャンコウスキー（Travis Paul Jankowski, 1991年6月15日 - ）は、アメリカ合衆国ペンシルベニア州ランカスター出身のプロ野球選手（外野手）。右投左打。現在はFA。愛称は"フレッド"（"Fred"）。

## 経歴

### プロ入りとパドレス時代
2012年のMLBドラフト1巡目追補（全体44位）でサンディエゴ・パドレスから指名され、6月26日に契約を結んでプロ入りを果たした。

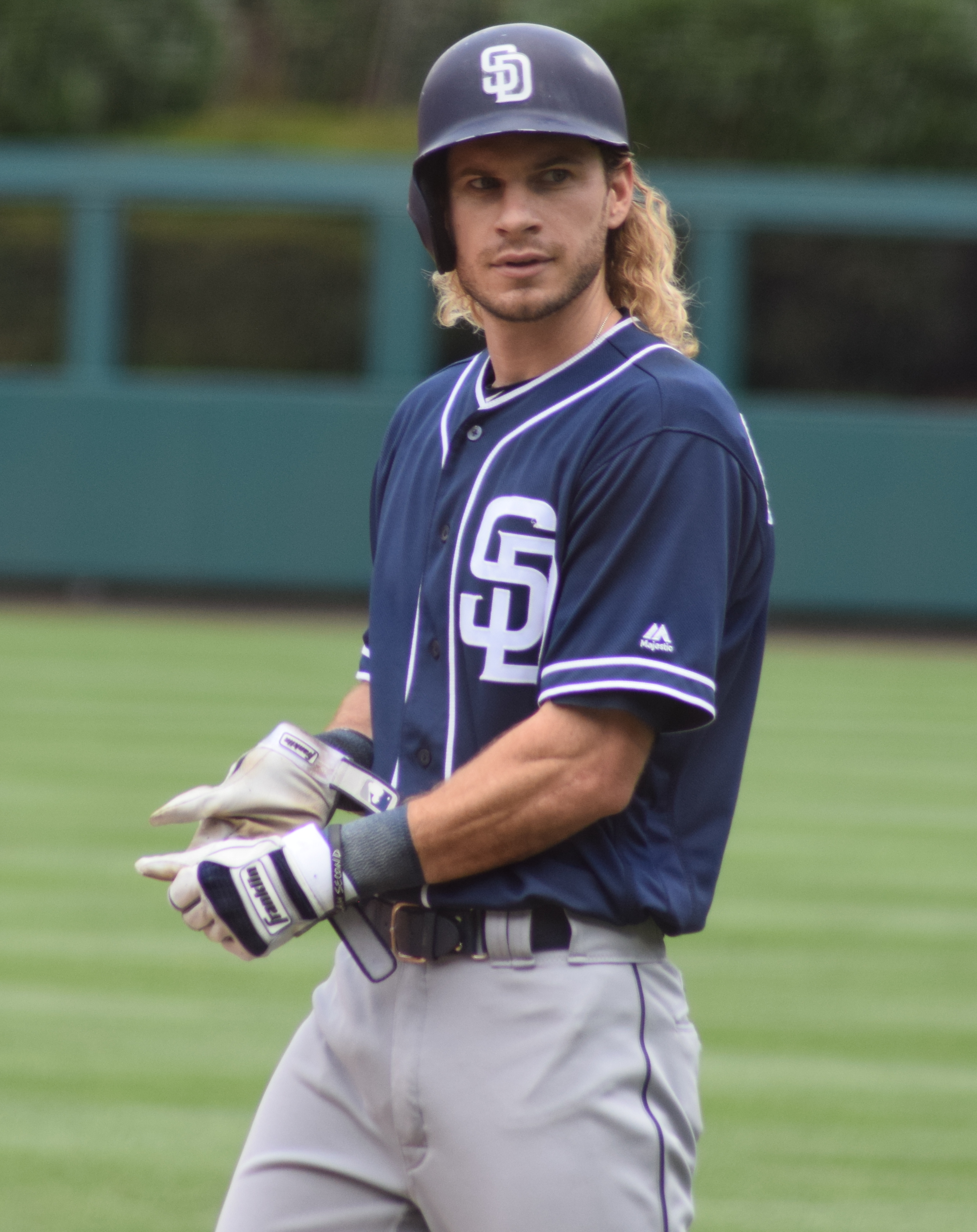
サンディエゴ・パドレス時代
（2018年7月21日）

6月27日に傘下のルーキー級アリゾナリーグ・パドレスへ配属され、2試合に出場して打率.250、4打点を記録した。6月29日にA級フォートウェイン・ティンキャップスへ昇格した。9月15日に7日間の故障者リストに登録された。9月25日に故障者リストから解除された。A級フォートウェインで59試合に出場して打率.282、1本塁打、23打点、17盗塁を記録した。
2013年2月27日にメジャーのスプリングトレーニングに招待された。4月2日にA+級レイクエルシノア・ストームへ配属された。8月19日に7日間の故障者リストに登録された。9月29日に故障者リストから解除された。この年は122試合に出場して打率.286、1本塁打、38打点、71盗塁を記録した。
2014年3月17日にメジャーのスプリングトレーニングに招待された。4月1日にAA級サンアントニオ・ミッションズへ配属され、開幕を迎えることとなった。4月24日に7日間の故障者リストに登録された。7月18日にリハビリのためルーキー級アリゾナリーグ・パドレスへ配属された。7月23日にリハビリのためA-級ユージーン・エメラルズへ配属された。7月31日にリハビリのためA+級レイクエルシノアへ配属された。8月6日にAA級サンアントニオへ復帰した。8月30日に7日間の故障者リストに登録された。9月26日に故障者リストから解除された。同年は4球団合計で46試合に出場して打率.236、15打点、17盗塁を記録した。
2015年3月17日にメジャーのスプリングトレーニングに招待された。開幕は2年連続でAA級サンアントニオで迎えることとなった。
6月30日に2015年パンアメリカン競技大会の男子野球アメリカ合衆国代表に選出されたことが発表され代表入りしている。尚、同じ2012年のMLBドラフトでパドレスから1巡目指名されたザック・エフリンも代表入りしている。7月1日にテキサスリーグからテンポラリリィ・インアクティブ・リストに登録されたが、これは同大会に参加するためである。全試合で「1番・中堅手」で先発出場した。決勝のカナダ戦でサヨナラ負けし、準優勝で銀メダルを獲得した。
7月21日にテンポラリリィ・インアクティブ・リストから解除され、復帰し、翌22日にAAA級エルパソ・チワワズへ昇格した。同年はAA級サンアントニオでは73試合に出場して打率.316、1本塁打、13打点、23盗塁を記録した。AAA級エルパソでは24試合に出場して打率.392、12打点、9盗塁を記録した。8月19日にメジャー契約を結んでアクティブ・ロースター入りし、ランカスター・カトリック高等学校出身者では初のメジャーリーガーとなった。8月21日のセントルイス・カージナルス戦でメジャーデビューを果たした。この年メジャーでは34試合に出場して打率.211、2本塁打、12打点、2盗塁を記録した。
2016年は自身初めてメジャーで開幕を迎え、ジョン・ジェイが離脱後はリードオフマンに定着。この年は131試合に出場して打率.245、2本塁打、12打点、30盗塁を記録した。
2017年は開幕からパドレスのレギュラー左翼手として出場していたが、4月14日で自身の放ったファウルボールが足に当たり、当初は深い打撲と診断された。この故障から回復してプレーしようとした結果、毛髪様骨折と診断され、4月24日に故障者リスト入りした。7月からリハビリに参加し、8月にはホセ・ピレラが左翼手として定着していたため、AAA級エルパソにオプションで降格した。AAA級エルパソが9月中旬にプレーオフを終えた後、メジャーに復帰した。年初の故障に阻まれながらも、87試合に出場し、打率.187を記録し、マイナーでは179打席で打率.268、出塁率.358、長打率.325を記録した。
2018年は開幕をAAA級エルパソで迎えたが、ウィル・マイヤーズ、ハンター・レンフローと故障者が相次いだことで、メジャー昇格を果たした。5月には21先発出場し、主にリードオフマンとして打率.305、出塁率.371を記録した。打撃コーチによる新しいアプローチが功を奏した。その後も4番手外野手として、控えの守備固めとして起用され右翼手で29試合に先発出場し、中堅手として27試合に先発出場し、左翼手として22試合に先発出場して通算117試合に出場した。打撃では、打率.259、4本塁打はキャリアハイだった。また、チーム最多24盗塁で成功率77%だった。

### レッズ時代
2019年10月31日にインターナショナル・ボーナス・プール（海外選手契約金枠）とのトレードで、シンシナティ・レッズへ移籍した。
2020年レギュラーシーズン終了後の10月14日にマイナー契約となり、11月2日にFAとなった。

### フィリーズ時代
2021年2月にフィラデルフィア・フィリーズとマイナー契約を結び、スプリングトレーニングに招待選手として参加することになった。シーズン開幕後、5月30日にメジャー契約を結んでアクティブ・ロースター入りした。オフの11月5日にFAとなった。

### メッツ時代
2022年3月17日にニューヨーク・メッツとマイナー契約を結び、スプリングトレーニングに招待選手として参加することになった。4月6日にメジャー契約を結び、アクティブ・ロースター入りした。5月27日に左第4中手骨骨折のため故障者リスト入りし、7月11日にメジャー復帰したが、7月29日にDFAとなった。

### マリナーズ時代
2022年8月1日にウェイバー公示を経てシアトル・マリナーズに移籍した。1試合の出場（1打席、1三振）のみで、8月5日にDFAとなり、8月10日に自由契約となった。

### メッツ傘下復帰
2022年8月16日に5カ月前まで契約を結んでいたメッツとマイナー契約を結んで復帰し、同日中にAAA級シラキュース・メッツに配属された。ただ、この時はメジャーに復帰することは無かった。オフの11月10日にFAとなった。

### レンジャーズ時代

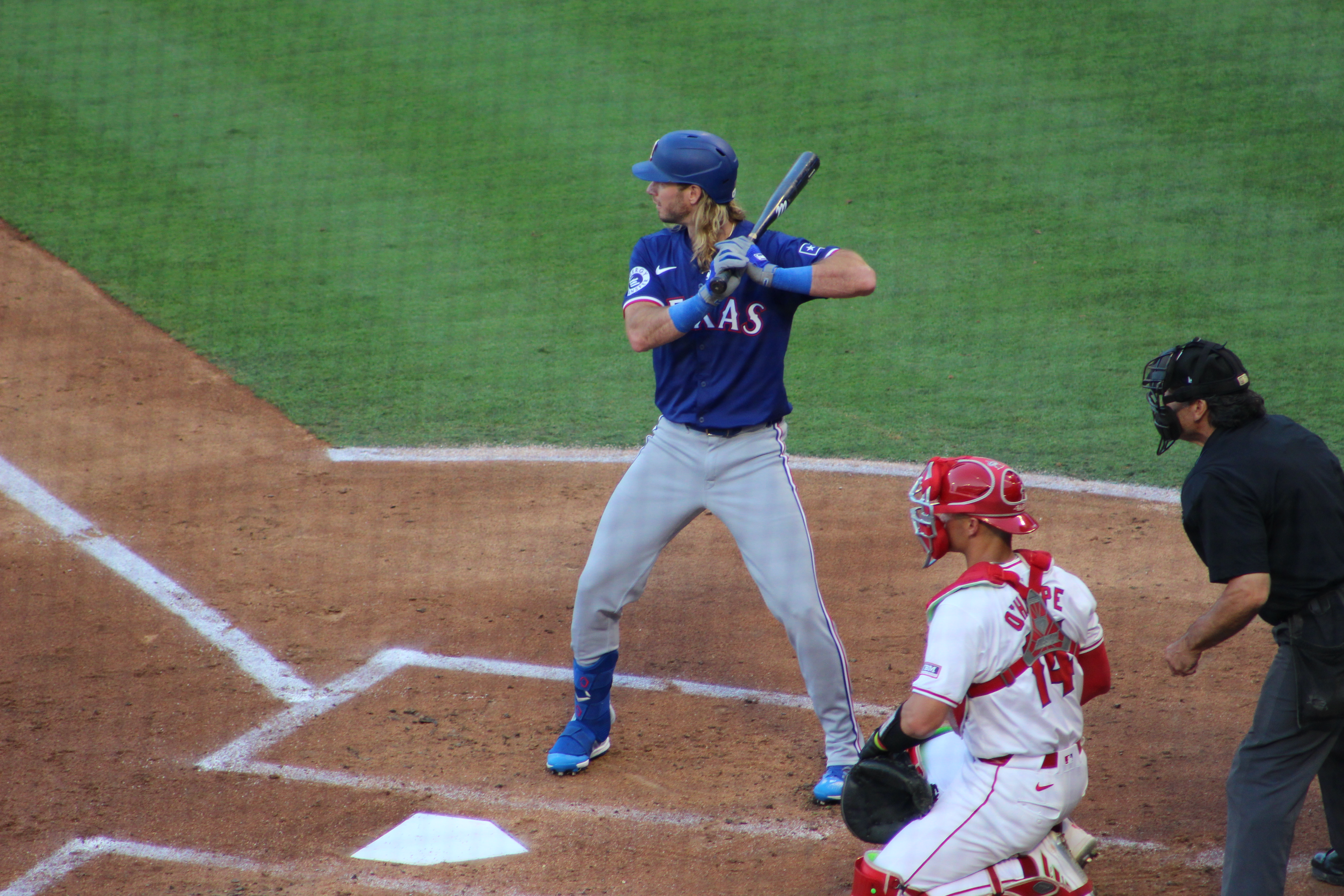
テキサス・レンジャーズ時代
（2024年7月8日）

2023年1月27日にテキサス・レンジャーズとマイナー契約を結んだ。3月29日に開幕ロースターに選出された。オフの11月3日にFAとなったが、2024年1月26日に1年170万ドルで再契約を結んだ。この年は104試合に出場して打率.200、1本塁打、12打点、11盗塁を記録した。オフの10月31日にFAとなった。

### ホワイトソックス時代
2025年2月21日にシカゴ・カブスとマイナー契約を結び、同年のスプリングトレーニングに招待選手として参加していたが、東京ドームで開催されるMLB東京シリーズ2025のロースターから外れた為、3月11日に自由契約となった。翌12日に今度はカブスと同じくシカゴを本拠地とするシカゴ・ホワイトソックスとマイナー契約を結び、引き続きスプリングトレーニングには招待選手として参加した。3月27日に開幕ロースターに選出されたが、14打数3安打という成績に終わり、4月6日にDFAとなった。

### レイズ時代
2025年4月25日にタンパベイ・レイズにトレード移籍し、翌日アクティブ・ロースター入りした。14試合に出場して打率.258を記録したものの、5月14日に左の股関節を痛めて10日間の故障者リストに入り、5月28日にリハビリのためにAAA級ダーラム・ブルズに配属された後、6月4日に復帰した。ただ、同日中にFAとなった。

### 2度目のメッツ時代
2025年6月10日にメッツとマイナー契約を結び、同日中に2年8カ月ぶりにAAA級シラキュースに復帰した。6月23日にメジャー契約を結びアクティブ・ロースター入りした。しかし、7月10日にDFAとなり、13日にFAを選択した。

## 選手としての特徴
足の速さとアグレッシブな走塁が持ち味で、バントヒットでの出塁も多い。中堅守備では俊足を生かし、広い守備範囲を誇っている。

## 詳細情報

### 年度別打撃成績
| 年 度     | 球 団     | 試 合 | 打 席 | 打 数 | 得 点 | 安 打 | 二 塁 打 | 三 塁 打 | 本 塁 打 | 塁 打 | 打 点 | 盗 塁 | 盗 塁 死 | 犠 打 | 犠 飛 | 四 球 | 敬 遠 | 死 球 | 三 振 | 併 殺 打 | 打 率 | 出 塁 率 | 長 打 率 | O P S |
| --------- | --------- | ----- | ----- | ----- | ----- | ----- | -------- | -------- | -------- | ----- | ----- | ----- | -------- | ----- | ----- | ----- | ----- | ----- | ----- | -------- | ----- | -------- | -------- | ----- |
| 2015      | SD        | 34    | 96    | 90    | 9     | 19    | 2        | 2        | 2        | 31    | 12    | 2     | 1        | 2     | 0     | 4     | 0     | 0     | 24    | 1        | .211  | .245     | .344     | .589  |
| 2016      | SD        | 131   | 383   | 335   | 53    | 82    | 13       | 2        | 2        | 105   | 12    | 30    | 12       | 3     | 0     | 42    | 0     | 2     | 100   | 5        | .245  | .332     | .313     | .646  |
| 2017      | SD        | 27    | 87    | 75    | 10    | 14    | 2        | 0        | 0        | 16    | 1     | 4     | 0        | 2     | 0     | 9     | 0     | 1     | 28    | 2        | .187  | .282     | .213     | .496  |
| 2018      | SD        | 117   | 387   | 347   | 45    | 90    | 12       | 3        | 4        | 120   | 17    | 24    | 7        | 2     | 0     | 37    | 0     | 1     | 73    | 7        | .259  | .332     | .346     | .678  |
| 2019      | SD        | 25    | 24    | 22    | 4     | 4     | 0        | 0        | 0        | 4     | 0     | 2     | 2        | 0     | 0     | 2     | 0     | 0     | 4     | 0        | .182  | .250     | .182     | .432  |
| 2020      | CIN       | 16    | 17    | 15    | 3     | 1     | 0        | 0        | 0        | 1     | 0     | 2     | 1        | 0     | 0     | 2     | 0     | 0     | 7     | 1        | .067  | .176     | .067     | .243  |
| 2021      | PHI       | 76    | 157   | 131   | 24    | 33    | 6        | 2        | 1        | 46    | 10    | 5     | 0        | 2     | 0     | 22    | 4     | 1     | 29    | 1        | .252  | .364     | .351     | .715  |
| 2022      | NYM       | 43    | 63    | 54    | 11    | 9     | 0        | 0        | 0        | 9     | 2     | 3     | 0        | 0     | 0     | 8     | 0     | 1     | 9     | 0        | .167  | .286     | .167     | .453  |
| 2022      | SEA       | 1     | 1     | 1     | 0     | 0     | 0        | 0        | 0        | 0     | 0     | 0     | 0        | 0     | 0     | 0     | 0     | 0     | 1     | 0        | .000  | .000     | .000     | .000  |
| '22計     | SEA       | 44    | 64    | 55    | 11    | 9     | 0        | 0        | 0        | 9     | 2     | 3     | 0        | 0     | 0     | 8     | 0     | 1     | 10    | 0        | .164  | .281     | .164     | .445  |
| 2023      | TEX       | 107   | 287   | 247   | 34    | 65    | 12       | 1        | 1        | 82    | 30    | 19    | 1        | 1     | 2     | 35    | 0     | 2     | 42    | 6        | .263  | .357     | .332     | .689  |
| 2024      | TEX       | 104   | 207   | 190   | 19    | 38    | 5        | 0        | 1        | 46    | 12    | 11    | 1        | 0     | 0     | 12    | 0     | 5     | 44    | 3        | .200  | .266     | .242     | .508  |
| 2025      | CWS       | 7     | 15    | 14    | 1     | 3     | 0        | 0        | 0        | 3     | 0     | 0     | 0        | 0     | 0     | 1     | 0     | 0     | 3     | 0        | .214  | .267     | .214     | .481  |
| 2025      | TB        | 14    | 34    | 31    | 6     | 8     | 2        | 0        | 0        | 10    | 2     | 2     | 0        | 0     | 1     | 2     | 0     | 0     | 9     | 0        | .258  | .294     | .323     | .617  |
| MLB：10年 | MLB：10年 | 681   | 1709  | 1507  | 212   | 355   | 52       | 10       | 11       | 460   | 96    | 102   | 25       | 12    | 2     | 173   | 4     | 13    | 361   | 26       | .236  | .319     | .305     | .624  |

- 2024年度シーズン終了時

### ポストシーズン打撃成績
| 年 度     | 球 団     | シ リ ｜ ズ | 試 合 | 打 席 | 打 数 | 得 点 | 安 打 | 二 塁 打 | 三 塁 打 | 本 塁 打 | 塁 打 | 打 点 | 盗 塁 | 盗 塁 死 | 犠 打 | 犠 飛 | 四 球 | 敬 遠 | 死 球 | 三 振 | 併 殺 打 | 打 率 | 出 塁 率 | 長 打 率 |
| --------- | --------- | ----------- | ----- | ----- | ----- | ----- | ----- | -------- | -------- | -------- | ----- | ----- | ----- | -------- | ----- | ----- | ----- | ----- | ----- | ----- | -------- | ----- | -------- | -------- |
| 2020      | CIN       | NLWC        | 1     | 0     | 0     | 0     | 0     | 0        | 0        | 0        | 0     | 0     | 1     | 0        | 0     | 0     | 0     | 0     | 0     | 0     | 0        | .000  | .000     | .000     |
| 2023      | TEX       | ALCS        | 4     | 2     | 2     | 0     | 1     | 0        | 0        | 0        | 1     | 0     | 0     | 0        | 0     | 0     | 0     | 0     | 0     | 0     | 0        | .500  | .500     | .500     |
| 2023      | TEX       | WS          | 3     | 8     | 7     | 2     | 2     | 1        | 0        | 0        | 3     | 2     | 0     | 0        | 0     | 0     | 1     | 0     | 0     | 0     | 0        | .286  | .375     | .429     |
| 出場：2回 | 出場：2回 | 出場：2回   | 8     | 10    | 9     | 2     | 3     | 1        | 0        | 0        | 4     | 2     | 1     | 0        | 0     | 0     | 1     | 0     | 0     | 0     | 0        | .333  | .400     | .444     |

- 2024年度シーズン終了時

### 年度別守備成績
| 年 度 | 球 団 | 左翼（LF） | 左翼（LF） | 左翼（LF） | 左翼（LF） | 左翼（LF） | 左翼（LF） | 中堅（CF） | 中堅（CF） | 中堅（CF） | 中堅（CF） | 中堅（CF） | 中堅（CF） | 右翼（RF） | 右翼（RF） | 右翼（RF） | 右翼（RF） | 右翼（RF） | 右翼（RF） |
| 年 度 | 球 団 | 試 合      | 刺 殺      | 補 殺      | 失 策      | 併 殺      | 守 備 率   | 試 合      | 刺 殺      | 補 殺      | 失 策      | 併 殺      | 守 備 率   | 試 合      | 刺 殺      | 補 殺      | 失 策      | 併 殺      | 守 備 率   |
| ----- | ----- | ---------- | ---------- | ---------- | ---------- | ---------- | ---------- | ---------- | ---------- | ---------- | ---------- | ---------- | ---------- | ---------- | ---------- | ---------- | ---------- | ---------- | ---------- |
| 2015  | SD    | -          | -          | -          | -          | -          | -          | 23         | 35         | 0          | 1          | 0          | .972       | 11         | 14         | 1          | 0          | 0          | 1.000      |
| 2016  | SD    | 9          | 10         | 0          | 1          | 0          | .909       | 87         | 193        | 0          | 0          | 0          | 1.000      | 22         | 18         | 0          | 0          | 0          | 1.000      |
| 2017  | SD    | 19         | 28         | 0          | 0          | 0          | 1.000      | 4          | 7          | 0          | 0          | 0          | 1.000      | 3          | 5          | 0          | 0          | 0          | 1.000      |
| 2018  | SD    | 32         | 33         | 0          | 0          | 0          | 1.000      | 34         | 62         | 0          | 0          | 0          | 1.000      | 58         | 90         | 2          | 2          | 0          | .979       |
| 2019  | SD    | 2          | 0          | 0          | 0          | 0          | ----       | 5          | 5          | 1          | 0          | 0          | 1.000      | 5          | 3          | 0          | 0          | 0          | 1.000      |
| 2020  | CIN   | 1          | 0          | 0          | 0          | 0          | ----       | 9          | 10         | 0          | 0          | 0          | 1.000      | 3          | 1          | 0          | 0          | 0          | 1.000      |
| 2021  | PHI   | 6          | 5          | 0          | 0          | 0          | 1.000      | 45         | 62         | 0          | 0          | 0          | 1.000      | 8          | 2          | 0          | 0          | 0          | 1.000      |
| 2022  | NYM   | 19         | 6          | 0          | 0          | 0          | 1.000      | 10         | 21         | 0          | 0          | 0          | 1.000      | 12         | 11         | 0          | 0          | 0          | 1.000      |
| 2022  | SEA   | -          | -          | -          | -          | -          | -          | 1          | 0          | 0          | 0          | 0          | ----       | -          | -          | -          | -          | -          | -          |
| '22計 | SEA   | 19         | 6          | 0          | 0          | 0          | 1.000      | 11         | 21         | 0          | 0          | 0          | 1.000      | 12         | 11         | 0          | 0          | 0          | 1.000      |
| 2023  | TEX   | 78         | 91         | 0          | 0          | 0          | 1.000      | 14         | 23         | 0          | 0          | 0          | 1.000      | 16         | 21         | 0          | 0          | 0          | 1.000      |
| 2024  | TEX   | 26         | 22         | 0          | 0          | 0          | 1.000      | 15         | 21         | 0          | 0          | 0          | 1.000      | 31         | 39         | 1          | 3          | 0          | .930       |
| MLB   | MLB   | 192        | 195        | 0          | 1          | 0          | .995       | 247        | 439        | 1          | 1          | 0          | .998       | 169        | 204        | 4          | 5          | 0          | .977       |

- 2024年度シーズン終了時

### 背番号
- 16（2015年 - 2019年、2022年途中、2023年 - 2024年）
- 31（2020年、2025年 - 同年4月4日）
- 9（2021年）
- 8（2022年途中 - 同年終了）
- 20（2025年4月26日 - 同年5月14日）
- 21（2025年6月26日 - 同年7月8日）

### 代表歴
- 2015年パンアメリカン競技大会男子野球アメリカ合衆国代表